# 切蒂亚尔帕蒂
切蒂亚尔帕蒂（Chettiarpatti），是印度泰米尔纳德邦Virudhunagar县的一个城镇。总人口13508（2001年）。

## 人口
该地2001年总人口13508人，其中男性6815人，女性6693人；0—6岁人口1619人，其中男820人，女799人；识字率66.41%，其中男性为74.88%，女性为57.78%。